# Hošťálka
Hošťálka je přírodní památka poblíž Skalky u Kyjova v okrese Hodonín. Důvodem ochrany je lokalita koniklece velkokvětého (Pulsatilla grandis).

## Galerie

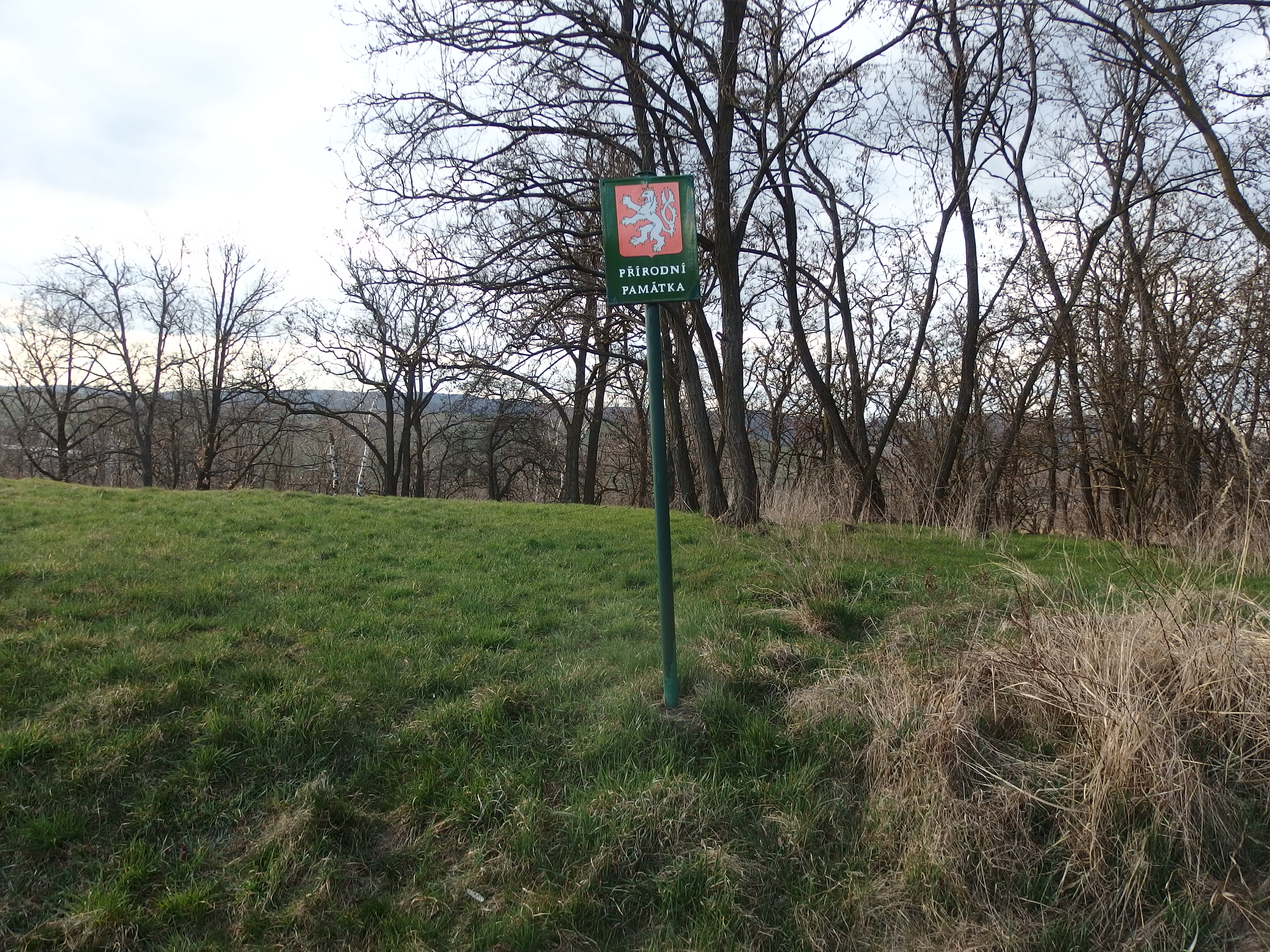
Tabule
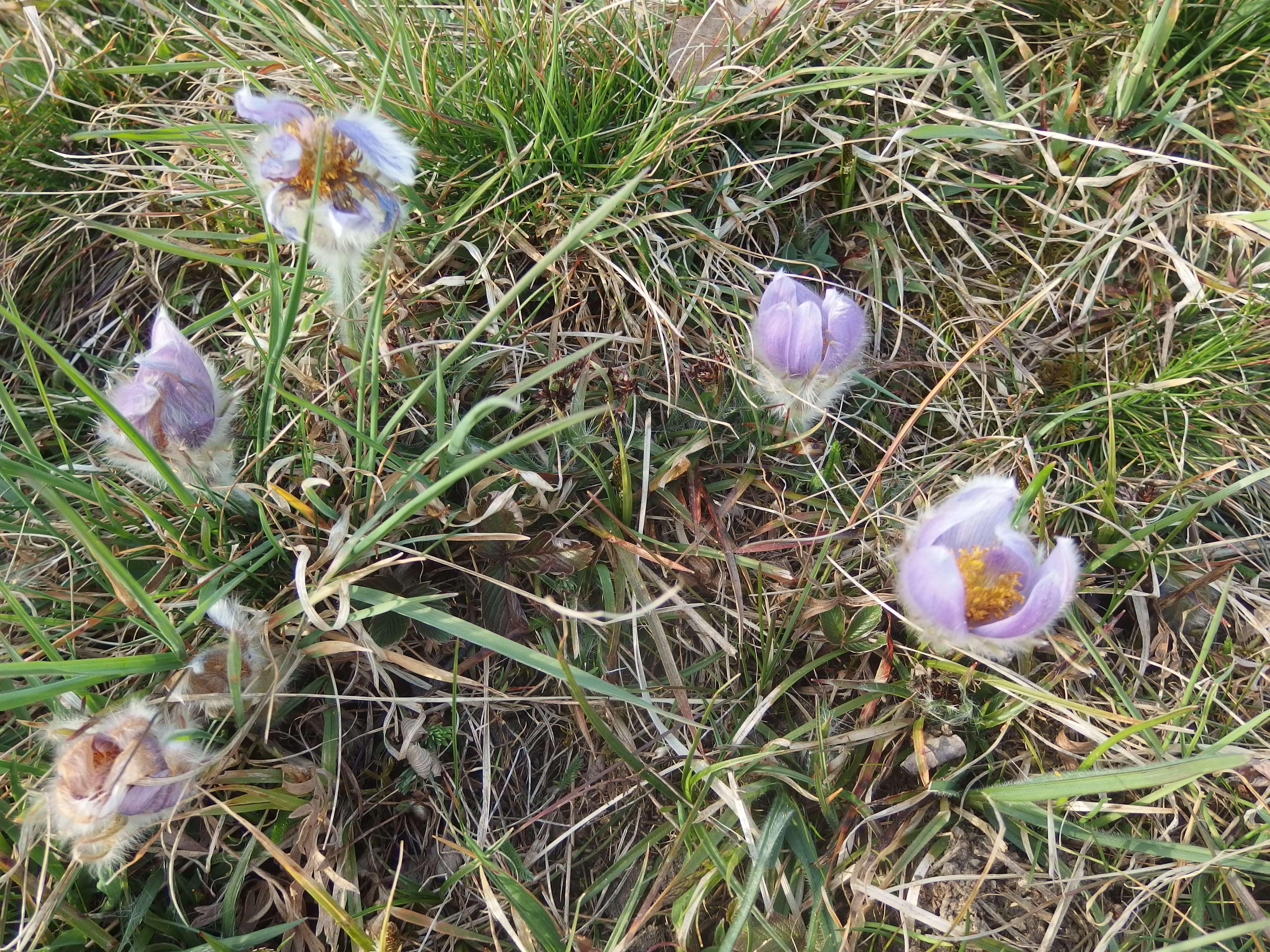
Koniklec velkokvětý